# ماريون شتاين
ماريون شتاين (بالألمانية: Marion Stein)‏ هي عازفة بيانو وموسيقية نمساوية، ولدت في 18 أكتوبر 1926 في فيينا في النمسا، وتوفيت في 6 مارس 2014 في North Devon ‏ في المملكة المتحدة.

## وصلات خارجية
- ماريون شتاين على موقع ميوزك برينز (الإنجليزية)